# RTP África
A RTP África é um canal televisivo generalista coproduzido pela RTP. Destina-se aos habitantes dos países africanos de língua oficial portuguesa originais (Angola, Cabo Verde, Guiné-Bissau, Moçambique, São Tomé e Príncipe), às pessoas originárias desses países residentes em Portugal e aos descendentes destas últimas. O canal está disponível gratuitamente na plataforma RTP Play, da RTP, e na TDT de Cabo Verde. Nos restantes PALOP, a RTP África pode ser vista em plataformas pagas de televisão. O canal é ainda distribuído nas operadoras pagas de cabo e satélite em Portugal e está prevista a integração na oferta da TDT portuguesa. No entanto, tal ainda não aconteceu.

## História
As emissões regulares da RTP África iniciaram-se no dia 7 de janeiro de 1998, via satélite, com retransmissão hertziana terrestre em todos os países referidos, com exceção de Angola, onde era apenas captável via satélite. Os primeiros programas originais a serem transmitidos pelo canal foram a série de documentários O Povo das Ilhas, sobre poetas caboverdianos, e os programas de informação Fórum RTP África, Repórter RTP África e Estádio RTP África.
Produzida em parceria com os serviços públicos de televisão dos cinco países africanos da CPLP (Comunidade de Países de Língua Portuguesa) onde a língua portuguesa é efetivamente falada por, pelo menos, parte da população (excluindo-se, assim, a Guiné Equatorial, um país que tem como língua nacional o castelhano), a RTP África é complementada pela NET RTP, um projeto que visa a troca recíproca de programas e de notícias entre Lisboa e as capitais desses cinco países.
A RTP África permite, 24 horas por dia, que as audiências dos países africanos dos PALOP e Portugal tenham acesso, em simultâneo, à mesma programação, com especial destaque para as notícias do dia e para os programas produzidos em e para África, além da programação retirada da RTP. Transmite quer programação das televisões públicas e privadas portuguesas, quer das televisões públicas de Angola, Cabo Verde, Guiné-Bissau, Moçambique e São Tomé e Príncipe, emitindo programas de informação e séries produzidas em Angola e Moçambique ou filmes de cineastas dos referidos cinco países africanos. Tem colaborado com as Nações Unidas para a transmissão de programas de divulgação da organização, tornando-se num colaborador importante da mesma.

## Programação
A programação da RTP África é dividida entre programação da RTP1, RTP2 e RTP3, e produção própria, desde informação até ao entretenimento.
O principal programa de informação é o Repórter África, com duas edições diárias (às 14h20, após o Jornal da Tarde, e às 19h30, antes do Telejornal), transmitidas através dos estúdios da RTP em Lisboa. Outros programas de informação incluem África 7 Dias, Zoom África e Fórum África, este último produzido pelas cinco delegações da RTP África.
No desporto, o canal é conhecido pela transmissão dos jogos da Primeira Liga, e pelo jornal semanal Africa Sport.

### Programas

#### Informação
- Repórter África[8][9]
- África 7 Dias[10]
- Zoom África[11]
- Fórum África[12]
- África Global[15]
- Por África - Com África[16]
- Africa Sport[14]

#### Entretenimento
- Conversas ao Sul[17]
- Música d'África[18]
- Bem-vindos[19][20]
- Artes & Espetáculos[21]

## Delegações nos PALOP

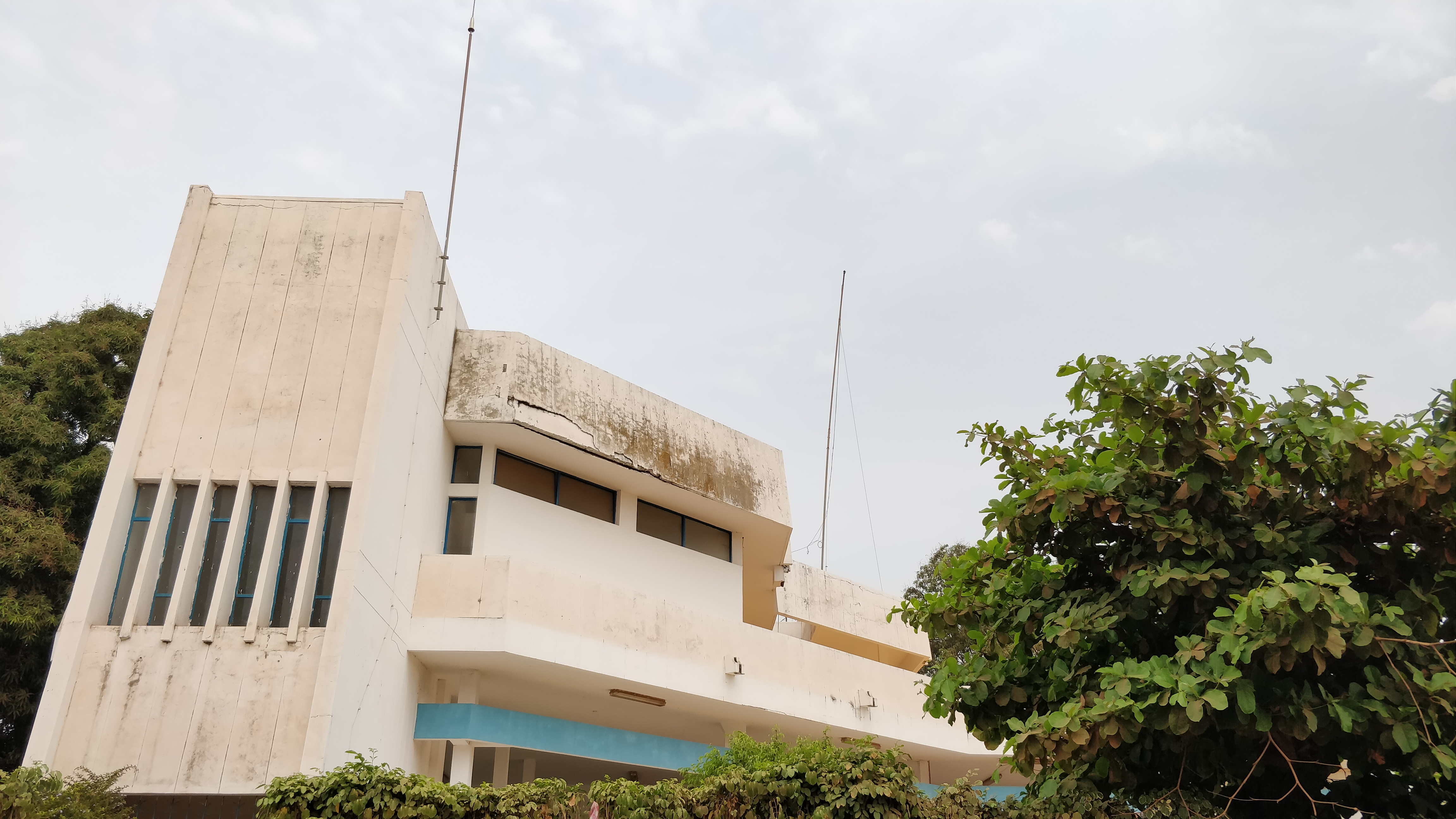
Estúdios da RTP África em Bissau, na Guiné-Bissau.

- Angola - Viriato Teles, Presbítero Lundage, José dos Santos, Manuel Paulo e Sérgio Faria
- Moçambique - Tiago Contreiras, Orfeu de Sá Lisboa, Carlos Jossia, Joaquim Manhique, Fernando Victorino e Yanick Machel.
- Cabo Verde - Ricardo Mota, Janice Miranda, Odair Lima, Keiver Cardoso e Keita Violante
- Guiné-Bissau - Waldir Araújo, Indira Correia Baldé, Ássimo Baldé, Maria Emília Sambú, Plácido Cumeré e Ramusel Graça
- São Tomé e Príncipe - Paulo José Martins, Abel Veiga, Amarilde Santos, José Bouças e Djamila Gomes

## Controvérsias
Devido ao facto de ser uma fonte de informação independente, apesar vir do Fundo Público português, a RTP África teve problemas com os Governos da Guiné-Bissau e do São Tomé e Príncipe em 2003, quando ambos países passaram por golpes de Estado, por dar conta de irregularidades nos respetivos governos.
O governo de São Tomé e Príncipe ameaçou rever os estatutos para emissão da RTP África no país devido à sua informação dita "descontrolada" no decorrer da década de 2000, o que levou a que jornalistas santomenses tomassem partido na defesa da RTP África e a tenham classificado como instrumento de informação independente no país.
O canal também é alvo de reclamações de telespectadores pelas constantes interrupções de emissões em sinal aberto. A mais famosa interrupção ocorreu em novembro de 2002, em Bissau (na Guiné-Bissau), por problemas técnicos, sendo que o canal voltaria a ser emitido mais tarde.
Já em 2025, a RTP foi acusada pelo Governo de Angola de ser "tendenciosa" e viu cessada a sua presença nas conferências de imprensa da presidência do país. Em resposta, a RTP acusou o governo angolano de "tentativa inaceitável de silenciar a liberdade de expressão".

## Direção RTP África
- Diretor de Programas: José Fragoso